# Всемирці
Всеми́рці (болг. Всемирци) — село в Пазарджицькій області Болгарії. Входить до складу общини Велинград.

## Населення
За даними перепису населення 2011 року у селі проживали 311 осіб, з них 63 особи (96,9%) — болгари.
Розподіл населення за віком у 2011 році:
Динаміка населення: